# ریفاپنتین
ریفاپنتین(به انگلیسی: Rifapentine)، که با نام تجاری Priftin عرضه می‌شود، یک آنتی بیوتیک است که در درمان بیماری سل استفاده می‌شود. در سل فعال همراه با سایر داروهای ضد مایکوباکتریوم و در سل نهفته به طور معمول با ایزونیازید تجویز می‌شود. این دارو به صورت خوراکی مصرف می‌شود.
عوارض جانبی شایع شامل نوتروپنی ، افزایش آنزیم‌های کبدی و پیوری است. عوارض جانبی جدی ممکن است شامل مشکلات کبدی یا اسهال مرتبط با انتروکولیت با غشای کاذب باشد. مشخص نیست که آیا استفاده از این دارو در دوران بارداری بی خطر است. ریفاپنتین در خانواده داروهای ریفامایسین است و با مسدود کردن RNA پلی مراز وابسته به DNA عمل می‌کند.
ریفاپنتین در سال ۱۹۹۸ برای استفاده پزشکی در ایالات متحده تأیید شد. همچنین این دارو در فهرست داروهای ضروری سازمان بهداشت جهانی قرار دارد. 